# Phygadeuon plumipes
Phygadeuon plumipes är en stekelart som beskrevs av Ozols 1959. Phygadeuon plumipes ingår i släktet Phygadeuon och familjen brokparasitsteklar. Inga underarter finns listade i Catalogue of Life.